# Misión San Francisco de Laishí
Misión San Francisco de Laishí ist die Hauptstadt des Departamento Laishí in der Provinz Formosa im Norden Argentiniens. In der Klassifikation der Gemeinden der Provinz gehört es zu den Gemeinden (Municipio) der 2. Kategorie.

## Geschichte
Die Gründung des Ortes erfolgte 1901 durch Pedro Iturralde.